# Bataille de Saint-James (4 décembre 1795)
Pour les articles homonymes, voir Bataille de Saint-James.
Chouannerie
Batailles
- Liffré
- 1re Argentré
- Expédition de Quiberon
- Plouharnel
- Quiberon
- Segré
- 1er Rocher de La Piochais
- La Ceriseraie
- La Cornuaille
- 1re La Croix-Avranchin
- La Vieuville
- Boucéel
- 1re Saint-James
- 2e Rocher de La Piochais
- 2e La Croix-Avranchin
- Auverné
- Andigné
- Croix-Couverte
- Tinchebray
- L'Auberge-neuve
- Locminé
- Saint-Hilaire-des-Landes
- Val de Préaux
- Le Grand-Celland
- 2e Argentré
- Noyant-la-Gravoyère
- La Hennerie
- Saint-Aubin-du-Cormier
- Le Mans
- Nantes
- Saint-Brieuc
- Le Lorey
- Mont-Guéhenno
- La Tour d'Elven
- 2e Saint-James
- Les Tombettes
- Pont du Loc'h

La bataille de Saint-James se déroule le 4 décembre 1795, pendant la Chouannerie. Elle s'achève par la victoire des chouans qui s'emparent de la petite ville de Saint-James.

## Prélude
D'après les mémoires de Toussaint du Breil de Pontbriand, le combat se déroule dans les premiers jours de mars 1796, mais les sources républicaines donne la date du 13 frimaire an IV (4 décembre 1795).
Après l'embuscade de Bois-Rouland et le combat de Boucéel, le général républicain Delaunay sort d'Avranches avec une colonne, le 3 décembre 1795, vers deux heures de l'après-midi, et se porte à Saint-James. Le 4, à sept heures du matin, Delaunay sort de Saint-James avec sa colonne, renforcée par la garnison de la ville, et fait mouvement sur le château de Boucéel, à Vergoncey.

## Forces en présence
La garnison de Saint-James est alors forte de 230 hommes selon le district d'Avranches,,. Les effectifs de la colonne d'Avranches menée par Delaunay ne sont pas précisés par les sources républicaines.
Toussaint du Breil de Pontbriand évalue les forces républicaines entre 1 000 et 1 200 hommes pour la colonne d'Avranches et entre 200 et 300 pour la garnison de Saint-James,.
Les chouans sont quant à eux divisés en deux forces au début des combats. Selon Pontbriand, Aimé Picquet du Boisguy se trouve à Poilley avec les Bretons de la colonne du Centre, tandis que Louis-François Dauguet, dit Fleur-de-Rose, se trouve près de Saint-James avec quatre compagnies normandes,. Cependant selon le récit donné en 1894 par le chanoine Ménard, membre de la Société académique du Cotentin, Boisguy est toujours au château de Boucéel au début du combat, mais il détache une partie de ses forces vers Saint-James,.

## Déroulement
Les combats reprennent le 4 décembre 1795. D'après le récit de Toussaint du Breil de Pontbriand, les républicains attaquent les troupes de Dauguet, qui trop inférieures en nombre, sont rapidement mises en déroute,. Alerté par le bruit de la fusillade, Aimé Picquet du Boisguy quitte alors Poilley avec sa colonne du Centre et arrive aux abords de Saint-James,. 
Après avoir constaté l'absence de mouvement de la part la garnison, les chouans, menés par le capitaine Poirier, dit Sans-Chagrin, escaladent les retranchements, situés place du Calvaire, et ne trouvent que quelques soldats républicains malades ou blessés qui sont faits prisonniers,. À deux heures de l'après-midi, Saint-James est aux mains des chouans.
D'après le rapport du district d'Avranches, les opérations de Delaunay du côté de Boucéel se limitent à « des tentatives infructueuses ». Les républicains font leur retour à Saint-James dans la soirée,. Cependant les chouans les y attendent, dissimulés derrière les retranchements,. Surpris par une vive fusillade, les patriotes sont mis en fuite et se replient sur Pontorson,.

## Pertes
D'après Toussaint du Breil de Pontbriand, une centaine de soldats républicains, « la plupart malades ou blessés », sont faits prisonniers lors de la prise de Saint-James,. Il indique également que la garnison de la ville s'est retirée « sans beaucoup de pertes », lorsqu'elle a été surprise à son retour,.
En 1894, le chanoine Ménard, membre de la Société académique du Cotentin, réduit le nombre des républicains capturés à une trentaine,. Ce bilan est repris en 1907 par l'auteur normand Félix Jourdan. Les pertes avouées par les républicains sont d'une cinquantaine de morts et de plusieurs prisonniers pour l'ensemble des combats de Bois-Rouland, Boucéel et Saint-James, livrés les 2, 3 et 4 décembre,.

## Conséquences
Le général Delaunay regagne Avranches le 5 décembre, à cinq heures du soir,. Malgré les demandes répétées des administrateurs, il ne communique aucun rapport,,.
Saint-James reste aux mains des chouans pendant quatre mois. Ces derniers détruisent une partie des retranchements édifiés sur la place du Calvaire et font disparaître tous les emblèmes révolutionnaires,. Les officiers municipaux et les fonctionnaires patriotes prennent quant à eux la fuite et se réfugient à Avranches,. Le 19 décembre, les administrateurs du district d'Avranches rapportent au département de la Manche que : « Les chouans circulent dans la ville, les faubourgs et les écarts sans crainte et même sans précaution. [...] Ils ne font, dit-on, aucune insulte ni dilapidation ; ils se montrent au contraire humains et bienfaisants et nous ne vous dissimulons pas que cette mesure nous paraît une arme bien dangereuse dans un pays où les habitants, surtout ceux des campagnes, ont eu beaucoup à se défendre des dilapidations commises par les troupes républicaines ». Le 5 janvier 1796, ils ajoutent dans un nouveau courrier : « Ils ont contraint tous les jeunes gens à marcher avec eux, ce qui augmente infiniment leur nombre. Ils sont organisés en compagnies, bien armés, vêtus de carmagnoles de différentes couleurs pour distinguer les compagnies. Ils portent tous des noms de guerre. Ils ont des drapeaux, des tambours; ils font journellement l'exercice, marchent en colonne et se battent maintenant de pied ferme. Ils ont parmi eux beaucoup de déserteurs et d'émigrés et les républicains ont trop souvent éprouvé dans ce canton que ce ne sont plus des jeunes gens rassemblés au hasard et sans ordre qui fuyaient au premier coup de feu »,,.
Saint-James est reprise par les républicains vers début mai 1796. Le général Pierre Quantin y place une garnison constituée notamment du 2e bataillon de la 10e demi-brigade.